# Ace Wilder
Pour les articles homonymes, voir Wilder.
Alice Kristina Ingrid Gernandt, plus connue sous son nom de scène Ace Wilder, est une auteure-compositrice-interprète suédoise née le 23 juillet 1982 à Stockholm. Elle est principalement connue pour sa participation au Melodifestivalen 2014 et sa chanson Busy Doin' Nothin', classée à la première place des classements suédois, qui lui permet de terminer deuxième du concours.

## Biographie

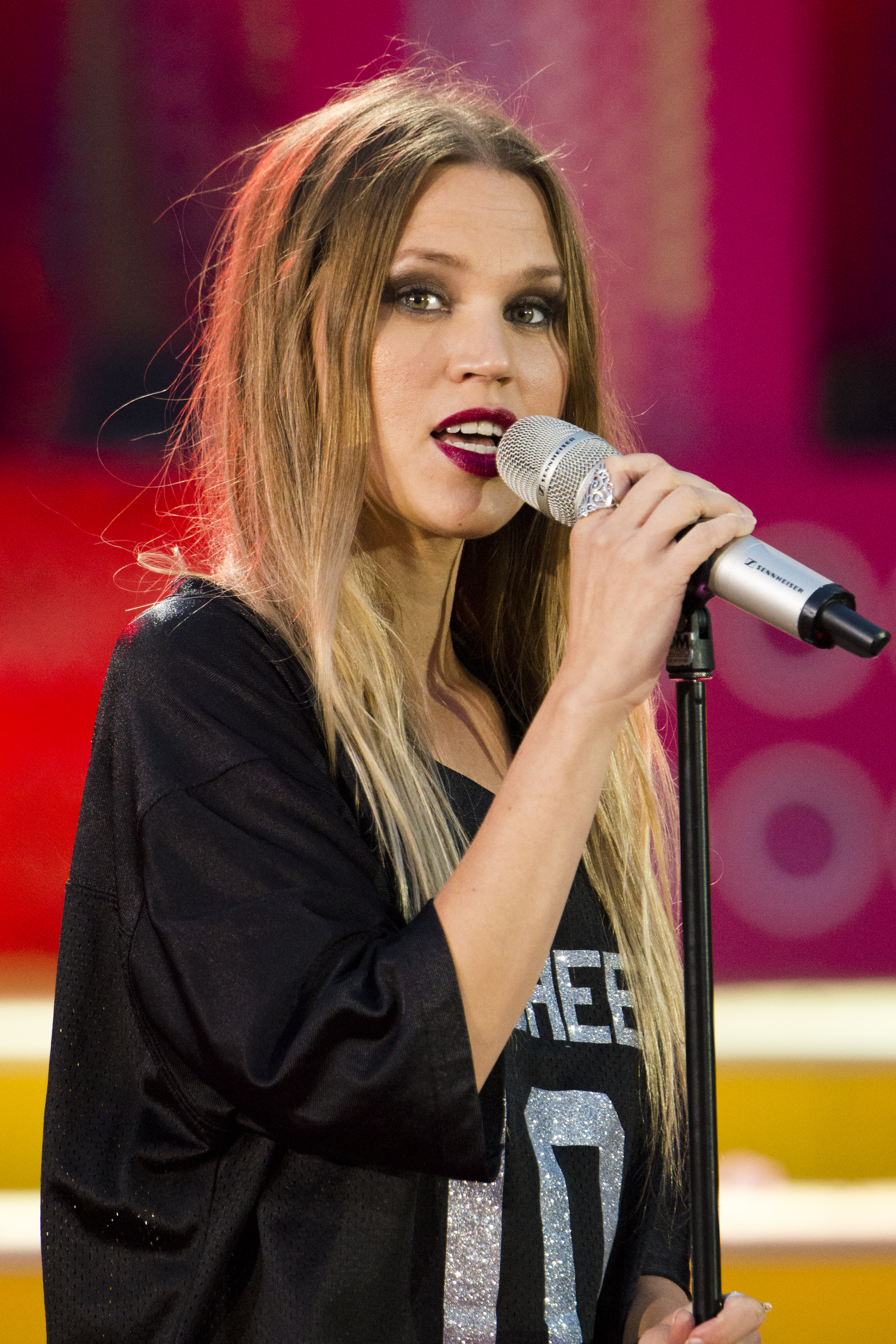
Ace Wilder le 23 août 2014 durant l'émission Sommarkrysset.

Wilder est née le 23 juillet 1982 à Stockholm. Elle grandit à plusieurs endroits dans le monde, puis vivra une partie de sa vie à Miami, en Floride, aux États-Unis,.

## Carrière
Après quelques années de tournées, Wilder décide en 2012 de se lancer dans une carrière en solo. Elle signe un contrat avec les labels EMI Records et Warner Music. Elle fait paraître le single Do It, utilisé dans quelques séries télévisées américaines. En 2013, elle publie le single Bitches Like Fridays,. À la fin de 2013, le premier album de Wilder, A Wilder, est récompensé dans la catégorie de « meilleur album de l'année » aux Scandipop Awards,.
Elle se popularise significativement grâce à sa participation au Melodifestivalen 2014. Wilder se qualifie en finale à la Friends Arena, avec sa chanson Busy Doin' Nothin',. Elle se place deuxième derrière la gagnante, Sanna Nielsen. Sa chanson ,quant à elle, se place première des classements suédois.
En novembre 2015, il est annoncé qu'elle participera à la première demi-finale du Melodifestivalen 2016 avec la chanson Don't Worry. Lors de cette soirée, elle se qualifie directement pour la finale avec Robin Bengtsson. En finale, elle se classe 3e avec les jurys, 8e avec le public suédois, et termine 3e au classement général derrière Frans et Oscar Zia.
Le 30 novembre 2016, Ace Wilder est annoncée parmi les 28 interprètes participant au Melodifestivalen 2017 avec la chanson Wild Child. Lors de la première demi-finale à Göteborg le 4 février 2016 elle se qualifie directement pour la finale mais échouera une nouvelle fois en finale au profit de Robin Bengtsson.

## Discographie

### Singles
| 2013                                                             | Do It                | — | —  | A Wilder           |
| 2013                                                             | Bitches Like Fridays | — | —  | A Wilder           |
| 2014                                                             | Busy Doin' Nothin'   | 1 | 27 | Busy Doin' Nothin' |
| 2014                                                             | Riot                 | — | —  | The Wild Card      |
| 2015                                                             | Stupid               | — | —  | The Wild Card      |
| « — » montre qu'aucun single n'est classé ou sorti dans ce pays. |                      |   |    |                    |

### Interprète
| Année | Artiste            | Titre                                       | Album               |
| ----- | ------------------ | ------------------------------------------- | ------------------- |
| 2007  | Soccx              | From Dusk Till Dawn (Get The Party Started) | Hold On             |
| 2007  | Soccx              | Scream Out Loud                             | Hold On             |
| 2009  | Stefanie Heinzmann | No One (Can Ever Change My Mind)            | Roots to Grow       |
| 2009  | Sweetbox           | Magic                                       | The Next Generation |
| 2009  | Jolin              | 花蝴蝶                                      | Butterfly           |
| 2010  | Jennifer Rush      | Head Above Water                            | Now Is The Hour     |
| 2010  | Soma Manuchar      | Crazy 'Bout The Boy                         | Crazy 'Bout The Boy |
| 2011  | Honey              | Carry On                                    | Honey               |
| 2011  | Honey              | Hungover                                    | Honey               |
| 2011  | Martina Aitolehti  | Corrupted                                   | Martina             |
| 2012  | Emma Fällman       | Call Him Dick                               |                     |
| 2014  | Margaret Berger    | Scream                                      | New Religion        |
| 2014  | Anna Abreu         | Oh Oh                                       | V                   |
| 2015  | 4Minute            | 간지럽혀 (Tickle Tickle Tickle)             | Crazy               |